# Varga János (bemondó)
Varga János (Miskolc, 1967. november 25. –) Kazinczy-díjas magyar rádióbemondó, műsorvezető.

## Tanulmányai
Mezőkövesden nevelkedett, az ottani I. László Gimnáziumban érettségizett. A nyíregyházi Bessenyei György Tanárképző Főiskolán szerzett diplomát 1992-ben, történelem-orosz szakon. Az államvizsga hónapjában, édesanyja biztatására jelentkezett egy véletlenül meglátott újsághirdetésre, amelyben új munkatársakat keresett a Magyar Rádió. A hatszáz jelentkező meghallgatása után felvették egy tanfolyamra, amelynek végén megszerezte a bemondói megszólalási engedélyt. Szakmai oktatója Ulbrich András, később Bátonyi György bemondó, logopédus tanára Montágh Imréné, Riener Nelli, beszédtanára Wacha Imre, rendező tanára Varga Géza volt. Az egyéves, rádiós tanfolyam után - a Bemondók Szakmai és Művészeti Tanácsának javaslatára - állásajánlatot kapott.

## Pályafutása
A bemondók klasszikus feladatai, a hírolvasás és az adószolgálat mellett már az első évektől kezdve számos dokumentumműsor, hangjáték, politikai és zenés adás közreműködője lett. Állandó résztvevője volt például a Kossuth Rádió heti külpolitikai hírösszefoglalójának, 2000-től pedig hét éven át vezette a Petőfi Rádió Slágermúzeumát.
2007-től a Bartók Rádióban mondott híreket és konferálta a felhangzó zeneműveket, olvasott fel más-más hangvételt igénylő zenei, irodalmi és történelmi tárgyú szövegeket, verseket mondott. Rendszeres megszólalója volt például az Új Zenei Újságnak, a Gyermekkuckónak, a Musica Sacra sorozatnak, vezette a Jubilate Deo című egyházzenei műsort. A "Biblia éve 2008" c., százrészes sorozatban ő mondta el a zeneművek között elhangzó szövegrészleteket a Könyvek Könyvéből. Ugyancsak 2008-tól éveken keresztül volt házigazdája a Bartók Rádió kortárszenei hangversenyciklusának.                                                                                                                                2013-ban fő munkaköre kibővült: amellett, hogy továbbra is hírolvasói szolgálatot teljesített a Kossuth, a Bartók és a Dankó Rádióban, hírszerkesztő-hírolvasója lett a Petőfi Rádiónak.
Közben évekig volt az egyik műsorvezetője a Kossuth Rádió közéleti magazinjának, a Szombat délelőttnek és narrátorként hallható volt az adó szinte minden műsorában, többek között a Tér-Idő és a Megújuló értékeink sorozatban, a Belépő c. kulturális magazinban, valamint több vallási felekezet rádiós programjában.                                                                                                                                        Ezekre az évekre a Rádió egyik legfoglalkoztatottabb férfi bemondója lett.
2018. szeptember 17-től a Parlamenti adások egykori állomáshangja volt, a Kossuth Rádió jelenlegi állomáshangja lett 2018 óta, valamint a 2024-ben megszűnt Duna World Rádió állomáshangja volt. 1995-től. 2020-ig. az M1-es metróvonal más néven a Kisföldalatti bemondója volt.

## Elismerések
- Körmendy László díj ( 2006 )
- Az Év rádiósa díj ( 2010 )
- Kazinczy-díj ( 2018 )